# Jan Vilém Mladota ze Solopysk
Jan Vilém rytíř Mladota ze Solopisk (německy Johann Wilhelm Ritter Mladota von Solopisk, rok narození neznámý, Čechy – 1741, Praha) byl český šlechtic z rodu Mladotů ze Solopisk krajský hejtman Kouřimského kraje. 

## Život
Narodil se jako nejmladší syn Jana Viléma Mladoty ze Solopisk († kolem roku 1710). 
Po studiích vstoupil do státních služeb vykonával úřad hejtmana Kouřimského kraje. V době bojů o rakouské dědictví a po vstupu vojsk samozvaného krále bavorského kurfiřta Karla Albrechta a jeho francouzských a saských spojenců v roce 1741 do Čech, spěchal Jan Vilém do Prahy k obraně města. Jeho cílem bylo osvobození hlavního města a i celé země, to se mu však z důvodu nedostatečných obranných opatření nepodařilo a Praha po slabém odporu padla do rukou Karla Albrechta. Korunovaci Karla Albrechta českým králem vedenou pražským arcibiskupem Janem Mořicem Gustavem z Manderscheid-Blankenheimu v prosinci téhož roku přihlížely na čtyři stovky příslušníků domácí šlechty.  
Jan Vilém Mladota snažil převzetí moci bavorským kurfiřtem zabránit, byl však zajat, jeho majetek zabaven a on sám byl v Praze uvězněn. Ze žaláře ho sice zachránily naléhavé žádosti některých šlechticů, Jan Vilém však nedlouho poté na následky věznění zemřel.  
Marie Terezie jeho loajalitu ocenila alespoň jeho rodu. Po vymření rodu Karlů ze Svárova obdržel diplomem ze 6. května 1743 dědičného úřad nejvyššího dveřníka synovec Jana Viléma, Josef Petr Mladota. 